# 烏蘇拉撞擊坑
12°24′S 45°12′E / 12.4°S 45.2°E

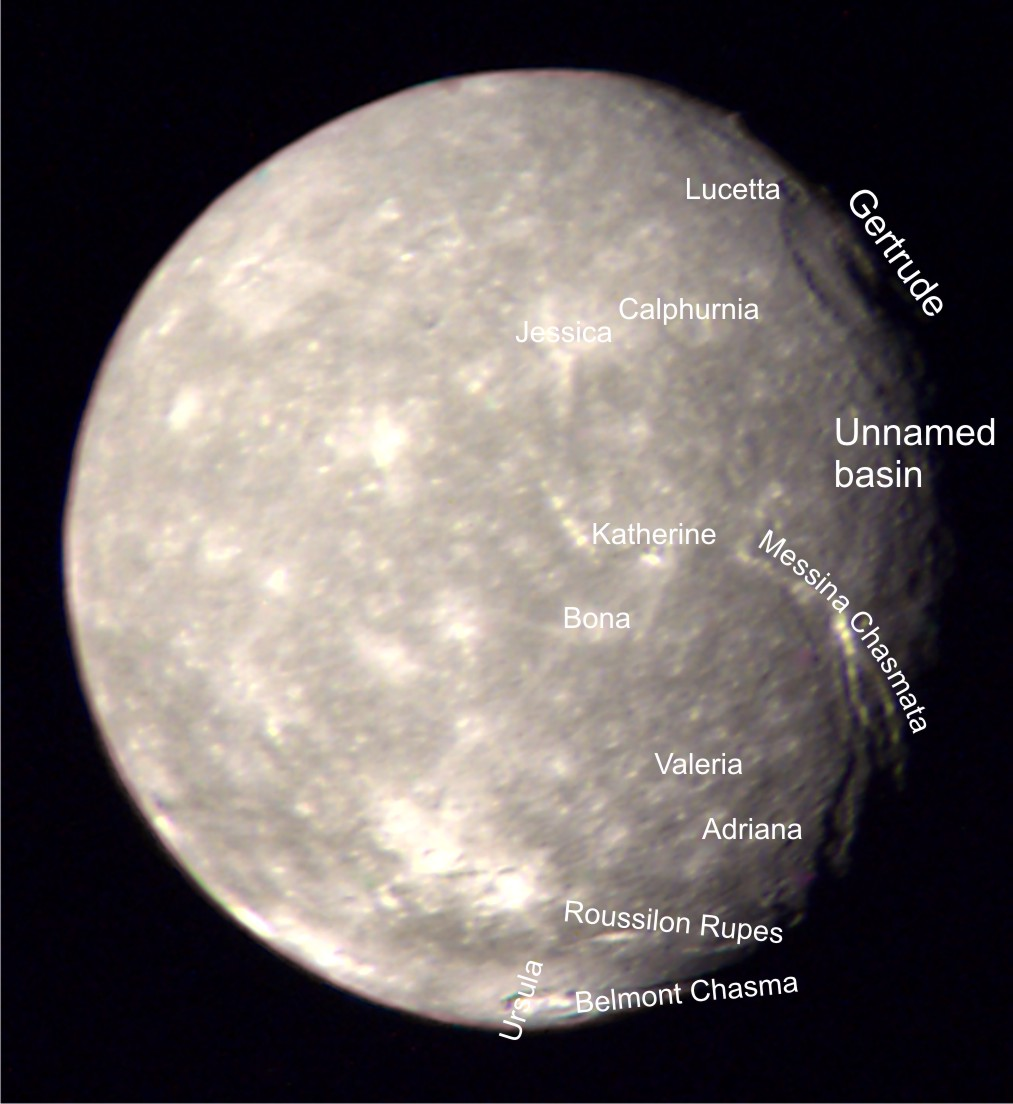
航海家2號拍攝天衛三影像中，烏蘇拉撞擊坑衛於靠近底部的巨型亮撞擊坑。

烏蘇拉撞擊坑（Ursula）是一個天王星衛星天衛三上的大型撞擊坑。 

## 概要
烏蘇拉撞擊坑的直徑約135公里，並且被貝爾蒙特峽谷（Belmont Chasma）切穿。名稱來自威廉·莎士比亚的喜劇《无事生非》中的角色。
烏蘇拉撞擊坑中間有一個高度約20公里的中心山。它可能是天衛三上最年輕的大型撞擊坑之一。烏蘇拉撞擊坑周圍被平坦的平原圍繞，而這些平原是天衛三上撞擊坑密度最低的區域，雖然貝爾蒙特峽谷也穿過這區域。這些平原可能是由烏蘇拉撞擊坑形成時的撞擊噴發物或當地原有的冰火山噴發物形成。